# Muzeum Fotoateliér Seidel

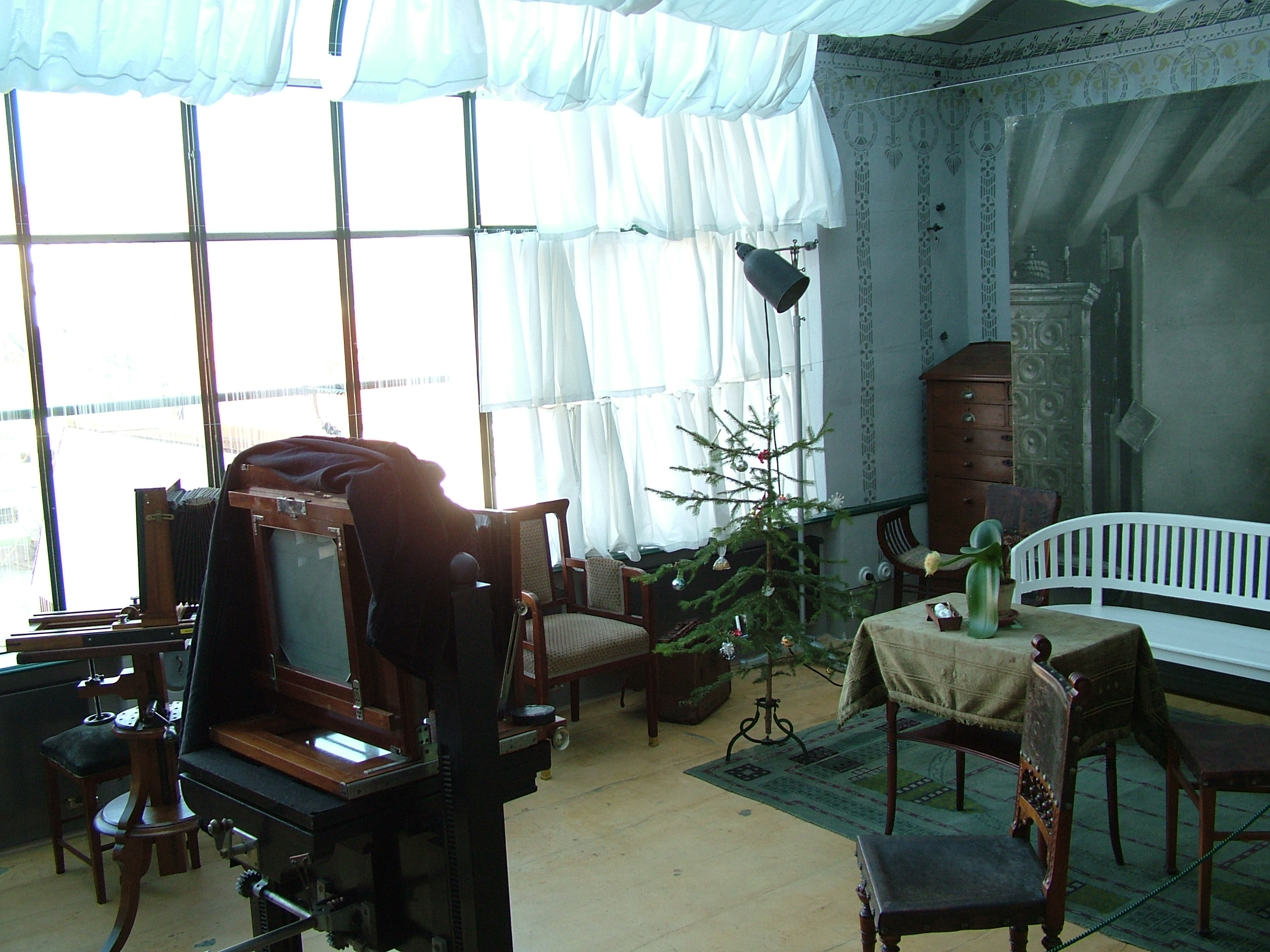
Fotoateliér Josefa Seidela

Muzeum Fotoateliér Seidel se nachází v Českém Krumlově. Muzeum bylo založeno na památku Josefa a Františka Seidelových v roce 2008. Tito fotografové vytvořili unikátní sbírku fotografií jihovýchodní části Šumavy, dokumentující nejen krajinu a města, ale také každodenní život obyvatel včetně vztahů mezi Čechy a Němci v první polovině 20. století. Josef Seidel patří mezi nejvýznamnější fotografy své doby.

## Historie muzea
Muzeum bylo založeno Českokrumlovským rozvojovým fondem s.r.o. a městem Český Krumlov. Zakladatelé odkoupili dům s fotoateliérem od dědiců rodiny fotografa Josefa Seidela. Projekt zabývající se vytvořením muzea a následným zdigitalizováním jeho sbírek trval od roku 2005 až do roku 2012. Hlavními pilíři projektu bylo odkoupení domu Seidelových, jeho rekonstrukce, vytvoření expozice a následné zdigitalizování muzejní sbírky. Samotné muzeum bylo veřejnosti otevřeno 6. června 2008 a v roce 2012 skončila kompletní digitalizace jeho sbírek.

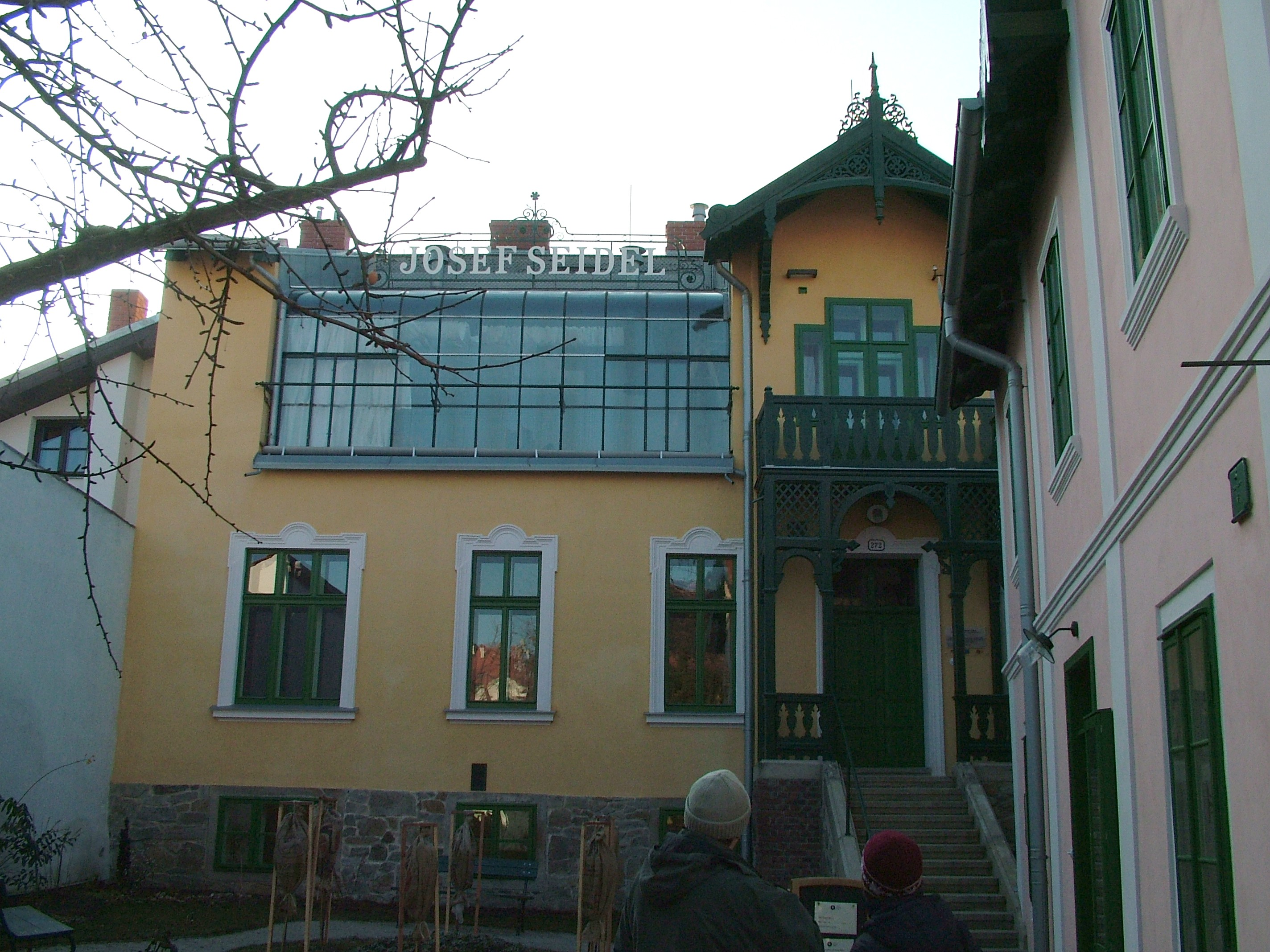
Budova fotoateliéru

## Budova muzea
Muzeum se nachází v Linecké ulici č.p. 272 v Českém Krumlově. Jedná se o secesní dům, který byl postaven v roce 1905 na základech původního dřevěného domu.
V přízemí domu se nacházela přijímací kancelář a místnosti sloužící k samotné výrobě. V prvním patře se nacházel samotný ateliér, jehož střechu tvořilo vroubkované sklo, kterou si majitelé objednali u firmy C. H. Ulrich v Berlíně-Charlottenburgu. Původně byl dům postaven pouze pro potřeby fotoateliéru a rodina majitelů žila v sousedním domě č.p. 260 dnes také součást muzea), až po smrti Josefa Seidela se začalo bydlet i v prostorech č.p. 272.
Dům je zařízen stejně, jako v době, kdy v něm fotografova rodina žila a pracovala.

## Současnost
Expozice muzea je úzce zaměřena na život a dílo "šumavských" fotografů Josefa a Františka Seidelových. Hlavním cílem je představení díla a životních osudů v historických souvislostech od 80. let 19. století až do poloviny 20. století.
Jsou zde představeny pohnuté osudy rodiny Seidlových, změna života po pádu Rakousko-Uherské monarchie, a především soužití Čechů, Rakušanů a Němců v podhůří Šumavy. Na osudech Seidelových si lze snadněji přiblížit život českých Němců na našem území v první polovině 20. století, v době socialismu a také v období "uplatňování" Benešových dekretů
Kromě životních osudů Seidelových je zde představen proces výroby fotografie, dobové odborné publikace o fotografování či účetní a zakázkové knihy sloužící k vedení ateliéru.
Dalším cílem muzea je prohlubování porozumění, smíření a vztahů mezi Čechy, Rakušany a Němci.
Sbírka fotografií tohoto muzea je výjimečná svojí geografickou monotematičností, tzn. veškeré fotografie zachycují pouze oblast Pošumaví a Šumavy, což přináší zvláštní celistvost a rozmanitost jedné geografické oblasti. Tento rys řadí Josefa Seidla, majitele fotoateliéru, mezi nejvýznamnější fotografy své doby.
Josef Seidel tvořil fotografie zachycující každodenní život lidí v pohraničí, ať už se jedná o zachycení všedního života, práce či rekreace a sportu.
Tematika jeho fotografií je různorodá, v jeho díle najdeme portréty vytvořené v ateliéru, skupinové fotografie mimo ateliér, architekturu včetně interiérů, snímky z pracovního prostředí, fotografie tradičních slavností (např. Pašijových her) apod.
Mimo jiné v jeho díle nalezneme také fotodokumentaci měst i vesnic. Fotografie zachycují náměstí, kostely, kapličky a jiné památky, krajinu a přírodu v mnohdy těžko přístupných místech. Tyto fotografie jsou dnes vzácné mimo jiné proto, že řada těchto míst již zanikla.
Josef Seidel je proto právem označován za "obrazového kronikáře" staré Šumavy a pomezí Čech, Rakouska a Německa, díky němuž si lze připomenout dnes již zaniklou Šumavu.

## Josef a František Seidelovi

### Josef Seidel (1859–1935)
Josef Seidel se narodil roku 1859 ve vesničce Hasel poblíž České Kamenice. Pocházel z rodiny brusiče skla, což ovlivnilo jeho budoucí vyučení - stal se malířem skla a porcelánu. V roce 1880 se vydal na zkušenou po Evropě, aby získal potřebné zkušenosti k vykonávání profese fotografa. Během této cesty navštívil mimo jiné Štrasburk, Vídeň, Opavu, Kroměříž, Rumunsko, a další. V roce 1886 přišel poprvé na Šumavu a začal pracovat v českokrumlovském fotoateliéru Gottharda Zimmera. Již v roce 1886 se stal, po smrti Zimmera, vedoucím tohoto ateliéru a roce 1900 jej od původních majitelů i domem odkoupil. Ve fotografii se zabýval mimo jiné panoramatickými snímky a diapozitivy. V umění fotografie dosáhl mistrovství a mezi jeho nejvýznamnější snímek můžeme zařadit pohled z Kleti směrem na Šumavu, na němž jsou vidět i vrcholky Alp nad šumavskými hřebeny. Josef Seidel patří mezi první fotografy u nás, kteří začali vytvářet barevné pohlednice pomocí tzv. autochromu, přičemž první tyto pohlednice pocházejí již z období okolo roku 1910.

### František Seidel (1908–1997)
František Seidel se narodil roku 1908 a stejně jako jeho otec se stal fotografem. V roce 1935 převzal po otcově smrti fotoateliér, který v té době měl 11 zaměstnanců a byl rozdělený do 3 oddělení (portrétní, amatérské a pohlednicové). František Seidel vedl podnik až do roku 1949, kdy byl fotoateliér zrušen. Vydávání Seidlových fotografií a pohlednic převzalo státní nakladatelství Orbis. Po zrušení živnosti pracoval jako fotograf v komunálním podniku a do rodinného ateliéru se už nevrátil, pouze občas využíval jeho fotokomoru. Jeho životní osud byl velmi těžký – za 2. světové války byl vězněn fašisty, po válce byla část jeho rodiny včetně snoubenky odsunuta do Německa (čeští Němci) a poté byl perzekvován komunistickým režimem. Zemřel v roce 1997.